# Cappella Vespucci
La cappella Vespucci si trova lungo la parete destra della navata della chiesa di Ognissanti a Firenze. Contiene affreschi che sono tra i più antichi lavori conosciuti di Domenico Ghirlandaio, databili al 1476/77 circa.

## Storia
I Vespucci erano la famiglia più importante nella zona di Borgo Ognissanti, composta da ricchi banchieri alleati dei Medici, di cui fece parte anche il celebre navigatore Amerigo.
La cappella funeraria della famiglia venne completata nel negli anni 1474-1479 nella chiesa da essi patrocinata, Ognissanti, e decorata verso 1476/77 dal giovane Ghirlandaio, da poco iscritto alla Compagnia di San Luca. La cappella si trova nella seconda nicchia a destra dalla entrata della chiesa. Nel 1878 gli affreschi vennero riscoperti sotto una vernice di scialbatura. In tale occasione gli affreschi subirono notevoli danni, che distrussero gran parte dei bordi. Le parti centrali sono invece ben conservate.

## Descrizione e stile
La decorazione ad affresco mostra un riquadro centrale con la Deposizione o Pietà, un tempo pala d'altare, su uno sfondo con una città murata e affiancato da due santi quasi illeggibili entro nicchie con piccole storie alla base, molto rovinate. Il corpo di Cristo, pallido per effetto della morte e segnato dalle ferite della crocifissione, è contratto e accorciato dalla prospettiva, con le gambe tenute in avanti da un personaggio biondo, probabilmente Maria Maddalena. Dietro di lui lo stringe una Madonna commossa, mentre san Giovanni gli tiene un braccio. Intorno si trova un gruppo variegato di santi, tra cui Giuseppe d'Arimatea e Nicodemo. Sullo sfondo si vede la collinetta del Golgota, dove spunta la base della Croce, attorno a un'apertura paesistica.

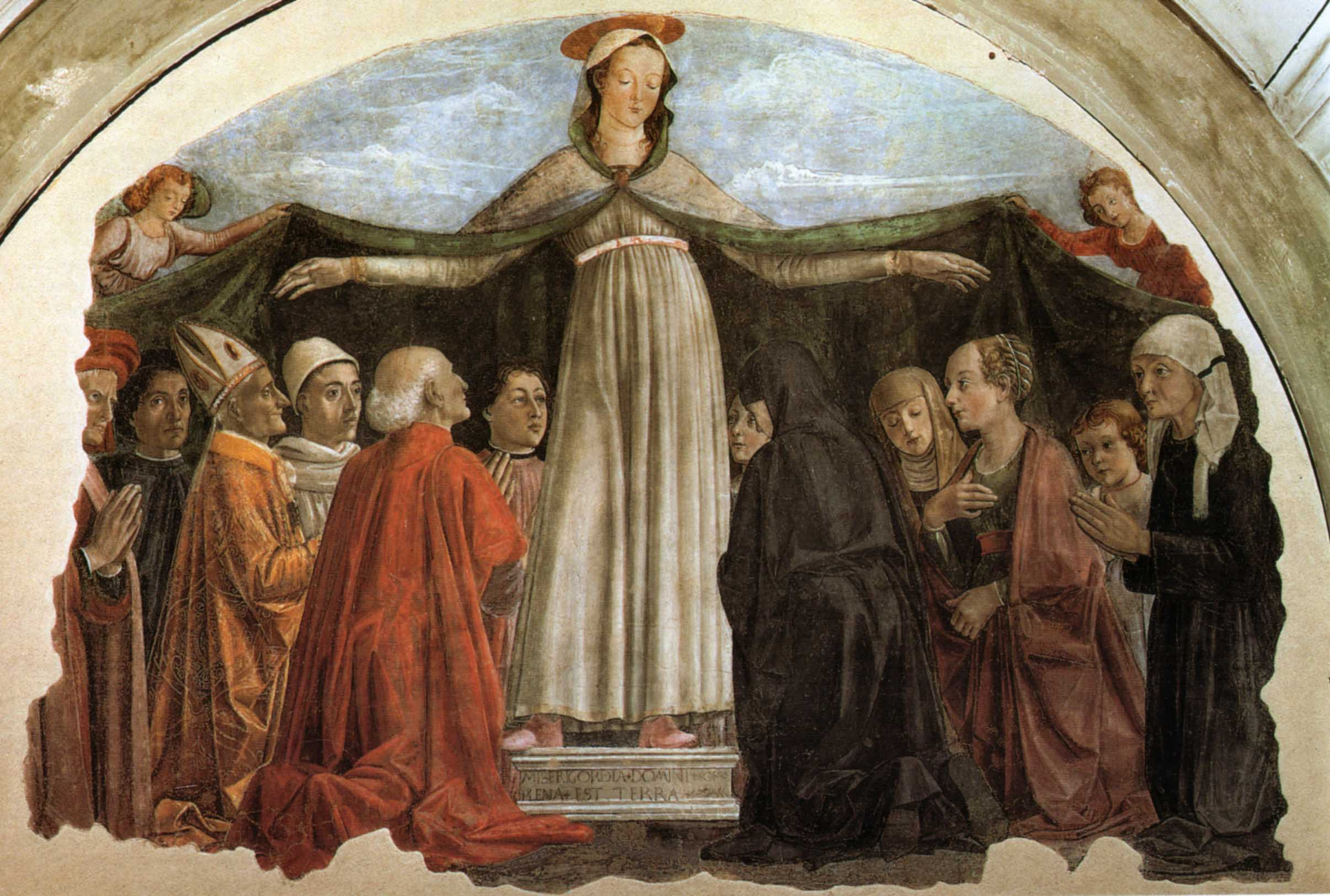
Madonna della Misericordia

In alto si trova una Madonna della Misericordia sotto il cui largo mantello, tenuto da due angeli, stanno inginocchiati una serie di personaggi, in cui Ghirlandaio mise a frutto, per la prima volta conosciuta, la sua straordinaria capacità nel ritratto. La Vergine è ritratta frontalmente, con le braccia distese e il corpo leggermente inclinato, con una cinta alta che la fa sembrare incinta. Attento è lo studio della luce, come si vede bene dai piedi di Maria che escono dall'ombra della gonna sporgendo oltre un gradino su cui si trova l'iscrizione "MISERICORDIA DOMINI PLENA EST TERRA" ("La Terra è piena della misericordia del Signore"). Le pieghe del manto della Vergine sono pesanti e profonde, come scanalature, ricordando la maniera di Verrocchio. Si vede l'orlo posteriore della sua veste per effetto dello scorcio prospettico da sott'in su.
I personaggi in ginocchio appartengono alla famiglia Vespucci, le donne a destra e gli uomini a sinistra. In primo piano, quasi di spalle a profil perdu si trovano un anziano vestito di rosso, probabilmente Ser Amerigo Vespucci (morto in 1472), e una donna vestita di nero, forse sua moglie Nanna Onesti. Le altre donne sarebbero figlie e nuore del matrimonio. L'uomo di profilo, dalla bocca sdentata, sembrerebbe l'arcivescovo di Firenze, forse Antonino Pierozzi (morto nel 1459); indossa un ricco mantello in broccato dorato. Accanto a lui si trovano un disciplino (Confraternita di Gesù Pellegrino) con il cappello bianco, che dovrebbe essere Bartolomeo Vespucci. Segue un personaggio vestito di nero che guarda direttamente lo spettatore, Giorgio Antonio Vespucci celebre umanista. Chiude il gruppo un uomo con lo sguardo acuto e indossante un vistoso capperone rosso Nastagio Vespucci. Questi sarebbero rispettivamente gli altri due figli vivi di Amerigo il Vecchio e committenti dell'opera in questione.
L'identità del giovane subito a sinistra della Vergine e oggetto di controversa. Secondo la testimonianza di Vasari, sarebbe Amerigo Vespucci, figlio di Nastagio. Un'indagine più ricente identifica il giovane con Jacopo, un figlio di Ser Amerigo morto all'età di 18 anni, nel 1458.
Dalle analisi fisionomiche portate avanti ultimamente da due ricercatori italiani Claudio Piani e Diego Baratono, è risultato invece, che il volto del giovane a sinistra della Vergine è pressoché identico a quello, però invecchiato, presente in alto a destra nella grande mappa mundi, stampata a San Deodato (Saint Diè des Vosges) il 25 aprile del 1507 dal cosmografo tedesco Martin Waldseemuller.
Bruna Rossi fornisce un'ulteriore interpretazione per l'individuazione dei personaggi presenti sotto il manto della Madonna della Misericordia.